# Dancehall
Dancehall er en art jamaicansk reggae, men er sin egen genre som udvikledes omkring 1979, med navne som Yellowman, Super Cat og Barrington Levy. Navnet fik det, fordi mange af teksterne ansås for upassende til at sende i radioen, så musikken blev næsten udelukkende spillet og udviklet på dansestederne.
Store navne inden for samtidig dancehall er bl.a. Elephant Man, Vybz Kartel, Sean Paul, gruppen T.O.K, Ward 21, Turbulence og mange flere. Den danske dancehall-scene tegnes primært af Bikstok Røgsystem, Natasja og Firehouse og har opnået en mindre renæssance inden for det seneste år med navne som Klumben, EaggerStunn, Raske Penge, Little Kaka, Wafande og Michael Franti
| Musik | Spire Denne musikartikel er en spire som bør udbygges. Du er velkommen til at hjælpe Wikipedia ved at udvide den. |